# Manuel María Sanclemente
Manuel María Sanclemente Cabal (Buga, 1848-24 de septiembre de 1923) fue un militar, empresario y político colombiano, miembro del Partido Conservador Colombiano.
Sanclemente ocupó varios cargos a lo largo de su prolongada vidaː fue gobernador del Cauca, ministro de Guerra del presidente Rafael Reyes, y secretario de la presidencia para Jorge Holguín Como militar participó en todas las guerras civiles colombianas desde la 1876 hasta la de los Mil Días.

## Biografía

### Inicios
Manuel María Sanclemente Cabal nació en Buga, Provincia de Popayán, en 1848, en el seno de una familia acomodada de la región; recibió su educación en su pueblo natal e ingresó al ejército colombiano.

### Trayectoria militar
Participó de los conflictos civiles de su país en nombre de la causa conservadora, peleando en las guerras de 1876 (junto a los hermanos Holguín), 1885 (defendiendo al presidente Rafael Núñez) y 1895 (en la defensa del presidente Miguel Antonio Caro). En 1987 dirigió una escaramuza en Ecuador, tras tensiones fronterizas no resueltas, misma que no llevaron a la guerra que se temía podía desencadenarse.
El presidente Caro jugó un papel muy importante en su familia, ya que lo que se ha llegado a saber hoy en día, decidió lanzar la candidatura de los octogenarios Manuel Antonio Sanclemente (de quien era sobrino Manuel María), y José Manuel Marroquín, con el fin de conservar su influencia en el poder. Los ancianos finalmente ganaron las elecciones de 1898, no exentos sin embargo de polémica.

#### La Guerra de los Mil Días
Sanclemente fue gobernador del Cauca en tiempos de la Guerra de los Mil Días, en la que también participó, cuando su tío paterno era el presidente del país. Cuando la guerra estalló, Sanclemente se declaró jefe civil y militar, pero el golpe de Estado contra su tío, que encabezó el vicepresidente Marroquín, lo obligó a entregarle el poder al general José Antonio Pinto.

### Ministro de Guerra y Marina (1906-1908)
En 1902 fue nombrado Jefe del Estado Mayor del Ejército, y luego fue nombrado ministro de guerra y Marina por el presidente conservador y veterano de la guerra, Rafael Reyes, entre junio de 1906 y mayo de 1908. Como ministro, Sanclemente apoyó al presidente Reyes en la creación de la Escuela Militar de Cadetes General José María Córdova, para la formación de oficiales del ejército colombiano, abierta el 1.º de junio de 1907.
También se encargó de coordinar una misión internacional para reformar las instituciones militares existentes en ese momento (ya que la aviación colombiana no surgió sino hasta 1921). La misión, traída de Chile por sus éxitos militares y vasta experiencia, buscaba reducir la politización de las fuerzas militares colombianas, tras décadas de guerras civiles. Con el apoyo del inspector general del ejército, el general alemán Emilio Körner, se trajo al país a los capitanes chilenos Arturo Ahumada y Diego Guillén.
Otra misión traída por Sanclemente fue dirigida por el teniente Alberto Asmussen, quien asumió la dirección de la Escuela Naval Colombiana, y dirigió varias obras de seguridad y defensa en los puertos colombianos. Sin embargo, Sanclemente fue uno de los ministros que renunció cuando Reyes empezó a perder el apoyo de su gabinete a raíz de sus medidas consideradas dictatoriales.

### Últimos años y muerte
Se desempeñó en sus últimos años como secretario privado de la presidencia del presidente Jorge Holguín, quien fue elegido por el Congreso como designado para reemplazar al presidente Marco Fidel Suárez, quien solicitó una licencia en 1921.
Sanclemente falleció en 1923, a los 85 años.

## Familia
Manuel María Sanclemente Cabal era hijo de Ramón Sanclemente Sanclemente y de Carolina Cabal Cabal, siendo el menor de los hermanos María Jesús, Micaela, Clementina, Daniel y Julia Sanclemente Cabal.
Su padre era hermano del expresidente Manuel Antonio Sanclemente (padre del secretario presidencial Sergio Sanclemente Domínguez y abuelo del exministro Jaime Alberto Cabal Sanclemente), y de Joaquín Sanclemente, de quien desciende el político Fernando Sanclemente Molina, quien como yerno de Gilberto Alzate Avendaño, fue padre de Francisco José y Fernando Sanclemente Alzate
Sanclemente se casó con Hortensia Valencia Santacoloma, con quien tuvo a sus hijos María, Pérsides, Ramón, Carolina, Leonor, Gonzalo, Severo, Jorge y Manuel María Sanclemente Valencia. Su hijo Ramón se casó con Cecilia París Tavera, quien era hija del militar Eduardo París Forero, sobrino nieto a su vez de los héroes Manuel, José Ignacio, Mariano, Antonio y Joaquín París Ricaurte, y tataranieto del matrimonio París Ricaurte; por su parte su hija Leonor se casó con su primo segundo Noé Domínguez, quien era sobrino de su tía Narcisa, la esposa de Manuel Sanclemente.